# Navigační hvězdy

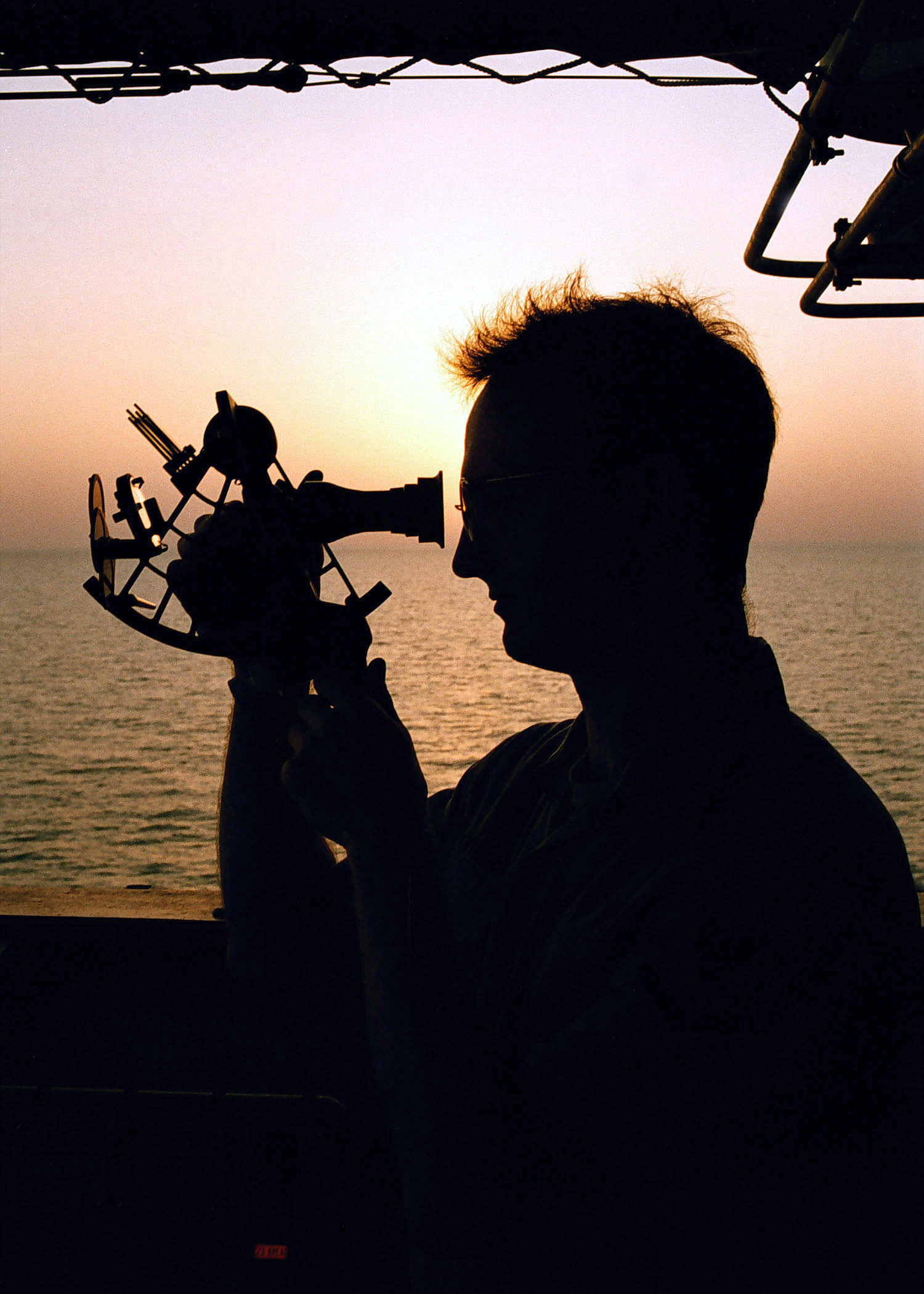
Vybrané hvězdy a sextant se používají v astronavigaci

Navigační hvězdy jsou hvězdy, které jsou za pomocí sextantu používány v astronavigaci. Celkem se používá 57 navigačních hvězd plus Polárka, pro něž jsou v nautických tabulkách publikovány efemeridy, čili je známa jejich zdánlivá poloha na obloze v určitém čase, obvykle jako rektascenze a deklinace.

## Písemné podklady a historie
Přestože se dnes používají počítačové programy, které jsou k dispozici i na internetu, případně i jejich výstupy, stále se vydávají seznamy v podobě tabulek. Ty jsou náplní námořních almanachů, ze kterých je asi nejznámější ten vydávaný Her Majesty's Nautical Almanac Office (HMNAO, součást United Kingdom Hydrographic Office) a to už od roku 1767. Dnešní Nautical Almanac je vydáván ve spolupráci UKHO a USNO (US Naval Observatory), kořeny amerického almanachu sahají k Bowditchovi. U každé z 57 navigačních hvězd se uvádí Side Hour Angle a Declination. Pomocí těchto údajů lze určit polohu substelárního bodu na Zemi a následně vypočítat polohu.
Historické tabulky efemerid jsou známy už z Babylónie a od Ptolemaia, z arabské astronomie vycházely tzv. Toledské tabulky ve 12. století. V roce 1554 publikoval Johann Stadius tabulky založené na Koperníkově heliocentrickém modelu, ale standardem na několik set let se staly až tzv. Rudolfinské tabulky z roku 1627 vypočítané Johanem Keplerem. 

## Výběr hvězd
Z asi 6000 hvězd viditelných okem buď na severní nebo jižní polokouli bylo vybráno v blízkosti rovníku (do 30° šířky) 16 hvězd pro východní polokouli a 13 hvězd pro západní polokouli. Pro jižní polokouli se počítá 18 hvězd s deklinací od 30° do 90°S, obdobně 10 hvězd a Polárka pro severní polokouli od 30° do 90°N.
V tabulkách je kromě polárních souřadnic i běžný název hvězdy, název v Bayerově systematice, orientační poloha v souhvězdí, hvězdná velikost a reference (mezi prameny patří i databáze SIMBAD). Přehledně uvádí navigační hvězdy mapa USNO.

## Mapy navigačních hvězd
Následují moderní mapy navigačních hvězd podle Bowditche, rovníkové a polární. Názvy souhvězdí jsou v kapitálkách. Navigační hvězdy jsou označeny tradičními jmény a velkou,střední a malou hvězdičkou (pro velikosti 1,5 a jasnější, 1,6 a slabší a 2,5 a slabší). Navigační hvězdy velikosti 2,6 a slabší jsou označeny větším kruhovým bodem a řeckým písmenem, kdežto malé body nejsou hvězdy navigační. 
Rovníkové hvězdy východní polokoule
Rovníková oblast východní polokoule oblohy zahrnuje 16 navigačních hvězd od Alferatze v souhvězdí Andromedy až po Denebola ve Lvu. Zahrnuje také hvězdy ze souhvězdí Cetus, Aries, Taurus, Orion, Canis Major a Minor, Gemini, a Hydra. Zvláštní význam má "psí hvězda" Sirius, nejjasnější hvězda na obloze, a čtyři hvězdy snadno rozpoznatelného souhvězdí Orion.
Rovníkové hvězdy západní polokoule
Rovníková oblast západní polokoule oblohy zahrnuje 13 navigačních hvězd od Gienah v souhvězdí Corvus (havran) až po Markab v Pegasu. Zahrnuje také hvězdy ze souhvězdí Virgo, Bootes, Libra, Corona Borealis, Scorpio, Ophiuchus, Sagittarius a Aquila. Proměnná hvězda Arcturus je nejjasnější z této skupiny. 

### Severní hvězdy
11 severních hvězd na obrázku vpravo má severní deklinaci mezi 90° (uprostřed) a 30° (na okraji). Začínají hvězdou Schedar v Cassiopeji a zahrnují hvězdy ze souhvězdí Auriga, Velká a Malá medvědice, Draco, Lyra a Cygnus.  Nejjasnější hvězdy jsou Vega a Capella.

### Jižní hvězdy
18 jižních hvězd leží mezi jižní deklinací 30° a 90°. Začínají hvězdou Ankaa v souhvězdí Fénixe a zahrnují hvězdy ze souhvězdí Eridanus, Carina, Crux, Centaurus, Libra, Triangulum Australe, Scorpio, Sagittarius, Pavo a Grus.  Canopus, Rigil Kentaurus, Achernar a Hadar jsou nejjasnější hvězdy jižní oblohy.
.